# South El Monte
South El Monte és una ciutat al Comtat de Los Angeles a l'estat de Califòrnia. Segons el cens del 2000 tenia 21.144 habitants.

## Demografia
Segons el cens del 2000, South El Monte tenia 21.144 habitants, 4.620 habitatges, i 4.088 famílies. La densitat de població era de 2.834,6 habitants/km².
Dels 4.620 habitatges en un 52% hi vivien nens de menys de 18 anys, en un 61% hi vivien parelles casades, en un 17,5% dones solteres, i en un 11,5% no eren unitats familiars. En el 8% dels habitatges hi vivien persones soles el 3,9% de les quals corresponia a persones de 65 anys o més que vivien soles. El nombre mitjà de persones vivint en cada habitatge era de 4,57 i el nombre mitjà de persones que vivien en cada família era de 4,61.
Per edats la població es repartia de la següent manera: un 33,5% tenia menys de 18 anys, un 13% entre 18 i 24, un 31,2% entre 25 i 44, un 15% de 45 a 60 i un 7,2% 65 anys o més.
L'edat mediana era de 27 anys. Per cada 100 dones de 18 o més anys hi havia 104 homes.
La renda mediana per habitatge era de 24.656 $ i la renda mediana per família de 34.349$. Els homes tenien una renda mediana de 21.075 $ mentre que les dones 18.949 $. La renda per capita de la població era de 10.130 $. Entorn del 16,2% de les famílies i el 19% de la població estaven per davall del llindar de pobresa.

## Poblacions properes
El següent diagrama mostra les poblacions més properes.